# Bettina Manshausen

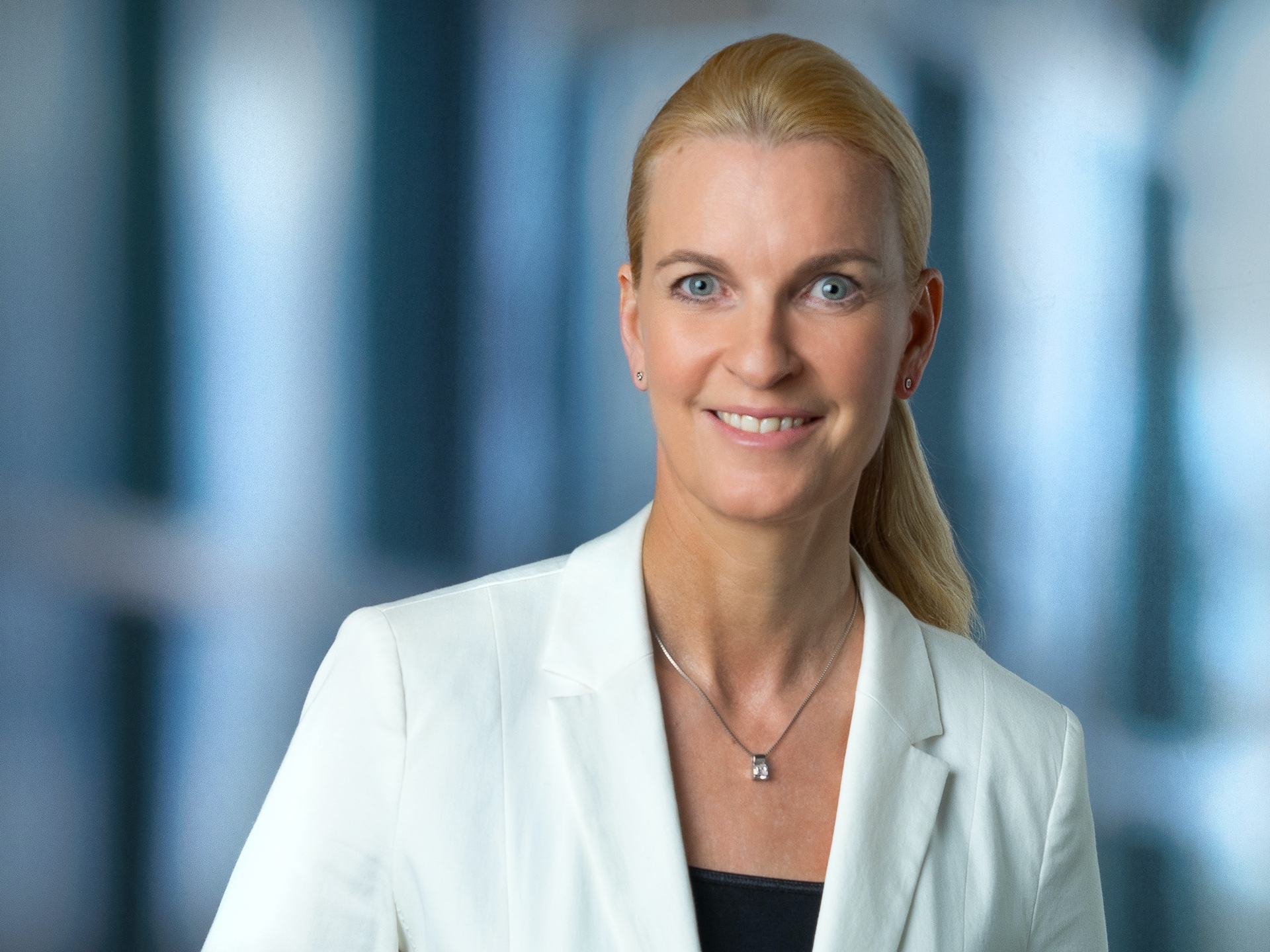
Bettina Manshausen

Bettina Manshausen, früher Bettina Fischer (* 1972 in Homburg) ist Inhaberin der Professur für Marketing und Unternehmensführung an der Wiesbaden Business School (WBS) der Hochschule RheinMain, dem Fachbereich für Betriebswirtschaftslehre der Hochschule RheinMain in Wiesbaden.
Sie ist Gründerin und Partnerin der Art to B GmbH – the Lifestyle Company, Präsidentin des Marketing-Clubs Mainz-Wiesbaden e.V. (seit 2009) sowie Mitglied im Kuratoriums des Fraunhofer-Instituts für Bauphysik (IBP; seit 2014).
Bettina Manshausens Forschungsschwerpunkte liegen in den Bereichen strategisches Management, Innovationsmanagement und Markenmanagement.

## Werdegang
Nach dem Abitur 1992 am BurgGymnasium Kaiserslautern absolvierte Manshausen bis 1997 ein Studium der Betriebswirtschaftslehre an der Johannes Gutenberg-Universität Mainz mit den Schwerpunkten Marketing und Publizistik. Es folgte der berufliche Einstieg über ein Internationales Trainee-Programm bei der Schott AG in Mainz. 1999 übernahm Manshausen als Manager Marketing Fiber Optics Division die Leitung der strategischen und operativen Marketingaktivitäten der Schott AG an den Standorten Mainz, Doncaster (UK), Southbridge (MA, USA) und Auburn (NY, USA). Von 2003 bis 2006 war sie als Manager Strategy and New Business des Unternehmens tätig und leitete unterschiedliche internationale Strategieprojekte in Europa, den USA und Asien. In diesem Zeitraum verfasste sie berufsbegleitend ihre Dissertation am Lehrstuhl für Allgemeine Betriebswirtschaftslehre und Marketing unter Anleitung von Frank Huber an der Universität Mainz zum Thema „Vertikale Innovationsnetzwerke“. 2006 übernahm Manshausen eine Professur für Marketing und Unternehmensführung an der Wiesbaden Business School (WBS) der Hochschule RheinMain.
Sie leitete von 2008 bis 2017 gemeinsam mit Susanne Czech-Winkelmann das Research Center Nation Branding, von 2010 bis 2012 die Unternehmensberatung The UnExpected Company an der Hochschule RheinMain sowie von 2012 bis 2020 die Simpeq UG mit Sitz in Mainz. Bettina Manshausen war von 2010 bis 2016 Mitglied des Präsidiums des Deutschen Marketing Verbandes, (Ressort Wirtschaft und Innovation), Vorsitzende der Jury zur Verleihung des Wissenschaftspreises des Deutschen Marketing Verbandes (2011 bis 2016) sowie Mitglied der Jury zur Verleihung des Georg-Bergeler-Preises für Absatzwirtschaft und darüber hinaus von 2011 bis 2016 im Herausgeberbeirat der Absatzwirtschaft – Zeitschrift für Marketing tätig. Von 2011 bis 2017 war sie Mitglied der Jury zur Vergabe des Markenawards (jährliche Auszeichnung des besten Marken-Relaunch, der besten Marken-Dehnung).

## Auszeichnungen
- 2005: Best Paper Award, Konferenz “Net´swork” – Netzwerke und strategische Kooperationen in Wirtschaft und Wissenschaft
- 2008: GWA Junior Agency Award Gold (Projekt adidas)

## Schriften (Auswahl)
- B. Manshausen, V. Grün: Corporate Purpose in der Pharmaindustrie Auswirkungen auf Mitarbeiterbindung und Unternehmenserfolg. In: transfer – Zeitschrift für Kommunikation und Markenmanagement. Band 67, Nr. 3, 2021, S. 60–66.
- B. Manshausen: Unternehmensführung in der Praxis oder „Die Höhle der Löwen der Wiesbaden Business School“. In: WBS Highlights 2020. 2020, S. 53–55.
- B. Manshausen: Die Welt im Jahr 2050. In: WBS Highlights. 2020, S. 37–42.
- B. Fischer, S. Czech-Winkelmann, S. Noabors: Das Drei-Schalen-Modell: Geschäftsmodelle im digitalen Wandel. In: WBS Highlights. 2018, S. 40–43.
- B. Fischer, C. Arz: Strategie & Corporate Entrepreneurship: Innovationslust in Banken beurteilen. In: Bankmagazin. 2–3, 2016, S. 28–31.
- B. Fischer: Thesen zur Zukunft des Marketings - Vorwort zum Sammelband. 2016, S. 5–7.
- B. Fischer, C. Arz: Corporate Entrepreneurship erzeugt nachhaltigen Markterfolg. In: bm - bank und markt. Heft 11, November 2015, S. 31–34.
- B. Fischer, A. Hofmann: Erfolgsprognose bei Neuprodukten mit der CHANCE-Methode. In: T. Teichert, B. Heidel (Hrsg.): Konsumentenverhalten. 2015, S. 252–258.
- B. Fischer, A. Hofmann: Erfolgsprognose bei Neuprodukten mit der CHANCE-Methode. In: T. Teichert, B. Heidel (Hrsg.): Konsumentenverhalten. 2015, S. 252–258.
- B. Fischer: Aspekte der Arbeitszufriedenheit von Auszubildenden. In: ZWP Zahnarzt Wirtschaft Praxis. 12/2014, S. 16–20.
- B. Fischer, P. Jedrzejczyk: Was Nachwuchskräfte erwarten. In: Personalwirtschaft. 6/2014, S. 34–36.
- B. Fischer: Erfolgreiche PR. In: Hessische Wirtschaft. 4/2012, S. 16ff.
- B. Fischer: Qualitätsmanagement. In: Die ZahnarztWoche (DZW). 33–34, 2013, S. 15.
- B. Fischer: Open Innovation – erfolgreiche Vermarktung von neuen Produkten. In: Markt & Wirtschaft. 2013.
- B. Fischer, A. Herrmann, F. Huber: Management von vertikalen Innovationsnetzwerken in der Investitionsgüterindustrie – Ergebnisse einer empirischen Untersuchung. In: zfbf – Schmalenbachs Zeitschrift für betriebswirtschaftliche Forschung. Jahrgang 62, Februar 2010.
- B. Fischer: Betriebswirtschaftliche Steuerung von Zahnarztpraxen – Mit Plan zum Praxiserfolg. In: DFZ (Der Freie Zahnarzt). 8/2010.
- B. Fischer, B. Heidel, A. Hofmann: Erfolgsprognose bei Neuprodukten mit der Chance-Methode. In: transfer, Zeitschrift für Kommunikation und Markenführung. 55. Jg., Dezember 2009.
- B. Fischer: Zertifizierte Praxen sehen Vorteil in QM. In: zm – Zahnärztliche Mitteilungen. Nr. 13, 2009.
- B. Fischer, D. Westerfeld: Planung und Controlling in der Arztpraxis. Erfolg durch Wirtschaften. In: Co med. 11/2008.
- B. Fischer: Qualitätsmanagement – eine empirische Untersuchung zum aktuellen Stand der Einführung. In: Die Quintessenz. Band 59, Nr. 7, 2008, S. 747–750.
- B. Fischer, A. Wiltinger: Das Involvement des Konsumenten. In: WISU, das Wirtschaftsstudium. 5/2008.
- B. Fischer: Zufriedenheit und Motivation im Praxisteam. In: ZWP (Zahnarzt Wirtschaft Praxis). 4/2008.
- B. Fischer: Welche Faktoren beeinflussen die Patientenzufriedenheit. In: ZWP (Zahnarzt Wirtschaft Praxis). 3/2008.
- B. Fischer, A. Wiltinger: Die unterschätzte Wirkung vergleichender Werbung. In: Gesellschaft für Konsumforschung (GfK), Jahrbuch der Absatz- und Verbrauchsforschung. 3/2006, S. 288–305.
- B. Fischer: Vertikale Innovationsnetzwerke. Eine theoretische und empirische Analyse. Dt. Univ.-Verlag, Wiesbaden 2006.
- B. Fischer, F. Huber: Innovationserfolg durch vertikale Vernetzung. In: H. K. Stahl, Friedrich v.d. Eichen (Hrsg.): Vernetzte Unternehmen. Wirkungsvolles Agieren in Zeiten des Wandels. Erich Schmidt Verlag, Berlin 2005.